# Bergicourt
Bergicourt är en kommun i departementet Somme i regionen Hauts-de-France i norra Frankrike. Kommunen ligger i kantonen Poix-de-Picardie som tillhör arrondissementet Amiens. År 2022 hade Bergicourt 143 invånare.

## Befolkningsutveckling
Antalet invånare i kommunen Bergicourt
| Referens: INSEE |